# Željko Komšić
Pour les articles homonymes, voir Komšić.
Željko Komšić (/ʒɛlʲkɔ komʃitɕ/), né le 20 janvier 1964 à Sarajevo, est un homme d'État bosnien. Il est membre de la présidence de la Bosnie-Herzégovine entre 2006 et 2014 et depuis 2018.

## Biographie

### Famille
Issu d'une famille religieuse et baptisé dans la religion catholique, Komšić est néanmoins athée. D'appartenance ethnique croate, il ne possède pas la citoyenneté croate, bien qu'il ait tenté de l'obtenir en 1997. Sa femme Sabina est d'appartenance ethnique bosniaque.

### Études
Komšić effectue ses études à l'université de Sarajevo puis à celle de Georgetown aux États-Unis. Il est avocat de profession.

### Guerre
Pendant la guerre de Bosnie, Komšić est soldat dans l'armée de la République de Bosnie et d'Herzégovine, et se voit décoré du Lys d'or, la plus haute décoration militaire conférée par le gouvernement bosniaque.

### Carrière politique
Après la guerre, Komšić s'engage en politique au sein du Parti social-démocrate. Il est conseiller municipal à Sarajevo avant d'être élu à la tête de la municipalité de Novo Sarajevo en 2000. Il est ensuite adjoint au maire de Sarajevo pendant deux ans.
De 2001 à 2002, il occupe le poste d'ambassadeur en République fédérale de Yougoslavie.
Il est actuellement l'un des trois vice-présidents du Parti social-démocrate.
Lors des élections du 1er octobre 2006, Komšić remporte, avec 41 % des voix, le siège réservé à un représentant croate au sein de la présidence de la Bosnie-Herzégovine. Il est réélu à cette fonction le 3 octobre 2010 avec 61 % des voix. À quatre reprises, il préside pendant huit mois le collège présidentiel. Après deux mandats de quatre ans, il ne peut se représenter et quitte donc la présidence collégiale en novembre 2014. Quatre ans plus tard, il est de nouveau candidat et obtient un troisième mandat à la présidence collégiale à compter du 20 novembre 2018. Il préside de nouveau le collège présidentiel entre le 20 juillet 2019 et le 20 mars 2020 et entre le 20 juillet 2021 et le 20 mars 2022. Il est réélu membre de la présidence le 2 octobre 2022 et, à ce titre, préside une nouvelle fois le collège présidentiel du 16 juillet 2023 au 16 mars 2024, et de nouveau depuis le 16 juillet 2025.